# Пейрон, Ика
Фредрика (Ика) Пейрон, урождённая Асп (швед. Fredrika (Ika) Peyron; 1 июля 1845, Тимра (Вестерноррланд) — 15 марта 1922, Стокгольм) — шведская пианистка и композитор.

## Биография
Была незаконнорождённым ребёнком молодой горничной. Девочку удочерили купец Антон Асп и его вторая жена Густава София. Они заботились о Фредрике и дали ей хорошее образование. Антон Асп, сторонник образования для женщин, хотел, чтобы Фредрика изучала медицину, однако сама она предпочла музыку. Когда в 1885 году семья переехала в Стокгольм, Фредрика начала учиться игре на фортепиано у Луизы Энгстрём. Затем она брала уроки фортепианной игры у Ивара Хальстрёма, а также обучалась игре на органе у Альберта Линдстрёма.
В начале 1860-х годов Фредрика провела два года в Лондоне. В 1865 году она вышла замуж за торговца Людвига Пейрона, ставшего впоследствии членом парламента. У них родились трое сыновей. Наряду с домашними обязанностями, Фредрика продолжала заниматься музыкой и публиковала собственные произведения под именем Ики Пейрон.
С 1870 по 1972 год Фредрика брала уроки у пианиста Яна фон Бома. В 1880-х годах она изучала контрапункт с Йозефом Денте, а также композицию и оркестровку с Эмилем Шёгреном. Под руководством последнего она оркестровала несколько собственных произведений. Эти занятия заложили солидную основу для последующего более зрелого творчества Пейрон.
Людвиг и Фредрика Пейрон активно участвовали в светской жизни Стокгольма. Ика выступала в салонах, где, вероятно, в числе прочего исполняла собственные произведения. Однако, по всей видимости, перед широкой публикой она не выступала, за исключением одного концерта.
В 1915 году умер муж Фредрики. Самой её не стало 15 марта 1922 года.
При жизни Ика Пейрон была известна прежде всего как автор песен и фортепианных пьес. Её произведения, рассчитанные на домашнее музицирование, были во многом близки к салонной музыке конца XIX века. Модернизм был ей чужд; она сама характеризовала свою музыку как «старомодную». Однако её композиторское наследие включает также ряд вокальных произведений, в том числе для мужского, женского и смешанного хоров, и ряд инструментальных пьес: для струнного квартета, для скрипки и фортепиано, для виолончели и фортепиано. Кроме того, она написала несколько композиций для органа. Её произведения публиковались в Стокгольме, Кристиании и Копенгагене, были достаточно широко известны и звучали в концертах. Примечательно, что некоторые произведения Ики Пейрон существуют в переложении для духового оркестра. Неизвестно, сама ли она делала аранжировки, однако её пьесы вошли в репертуар военных оркестров Швеции, что было крайне необычно для женщины-композитора той эпохи.